# Ródenas
Ródenas è un comune spagnolo di 88 abitanti situato nella comunità autonoma dell'Aragona, nella comarca di Sierra de Albarracín.

## Società

### Evoluzione demografica
| 1991 |  | 1996 |  | 2001 |  | 2004 |
| ---- |  | ---- |  | ---- |  | ---- |
| 103  |  | 98   |  | 82   |  | 88   |